# Иванов, Николай Фёдорович (мастер)
Николай Фёдорович Иванов (11 сентября 1917 года, село Репьёвка, Коротоякский уезд, Воронежская губерния — 12 декабря 1998 года, Воронеж, Воронежская область) — передовик производства, мастер завода «Воронежсельмаш». Герой Социалистического Труда (1971).

## Биография
Родился 11 сентября 1917 года в крестьянской семье в селе Репьёвка Коротоякского уезда Воронежской губернии.
С 1934 года работал слесарем, токарем, сварщиком на Техническо-механической станции Ольховатского района, с 1936 года — слесарь, токарь МТС Репьёвского района. В 1939 году призван на срочную службу в Красную Армию. Участвовал в Великой Отечественной войне. В 1943 году вступил в ВКП(б). В 1946 году демобилизовался и приехал в Воронеж, где стал трудиться электросварщиком механо-сборочного цеха завода «Воронежсельмаш». С 1949 года — мастер сборочного цеха, с 1950 по 1964 года — начальник сварочного участка сборочного цеха.
С 1964 по 1987 года — старший мастер сборочного цеха. В 1969 году без отрыва от производства окончил механический факультет Воронежского радиотехникума.
Внёс несколько рационализаторских предложений, в результате значительно увеличилась производительность труда. Коллектив участка, которым руководил Николай Иванов, досрочно выполнил плановые производственные задания Восьмой пятилетки (1965—1970). Указом Президиума Верховного Совета СССР (неопубликованным) от 5 апреля 1971 года «за особые заслуги в выполнении заданий пятилетнего плана по развитию тракторного и сельскохозяйственного машиностроения и достижение высоких производственных показателей» удостоен звания Героя Социалистического Труда с вручением ордена Ленина и золотой медали Серп и Молот.
Избирался депутатом Воронежского городского совета народных депутатов (1971—1982).
В 1987 году вышел на пенсию.
Проживал в Воронеже, где скончался в 1998 году.

## Награды
- Герой Социалистического Труда — указом Президиума Верховного Совета СССР от 5 апреля 1971 года
- Орден Ленина
- Орден Трудового Красного Знамени